# Handroanthus albus
O ipê-amarelo, também conhecido no Brasil como aipê, ipê-branco, ipê-mamono, ipê-mandioca, ipê-ouro, ipê-pardo, ipê-vacariano, ipê-tabaco, ipê-do-cerrado, ipê-dourado, ipê-da-serra, ipezeiro, pau-d’arco-amarelo, taipoca ou apenas ipê (nome científico: Handroanthus albus) é uma árvore do gênero Handroanthus. Pode atingir 30 metros de altura e 60 centímetros de diâmetro, e é caducifólia. A floração amarela inicia no final de agosto, a espécie é hermafrodita, a frutificação ocorre entre setembro e fevereiro, dependendo da região, árvores cultivadas começam a se reproduzir com três anos. O nome específico "albus" decorre do aspecto esbranquiçado que as folhas jovens apresentam.

## Ocorrência
Ocorre naturalmente na floresta estacional semidecidual, Floresta de Araucária e no cerrado brasileiros, nos estados do Rio Grande do Sul, Santa Catarina, Paraná, São Paulo, Rio de Janeiro, Minas Gerais, Goiás e Serras do Espírito Santo.
Nativa também em parte da Argentina e Paraguai.

## Flor nacional do Brasil
O projeto de lei PL-3380/1961 visava declarar o pau-brasil e o ipê-amarelo (na época com nome científico: Tecoma araliacea) , respectivamente, árvore e flor nacionais, mas este projeto não foi aprovado. O pau-brasil acabou sendo declarado a Árvore Nacional pela Lei nº 6.607 de 7 de dezembro de 1978. Pelos projetos de lei PL-2293/1974 e PL-882/1975, novamente tentou-se instituir o ipê-amarelo como flor nacional do Brasil, porém ambos os projetos foram arquivados na Câmara dos Deputados.

## Galeria

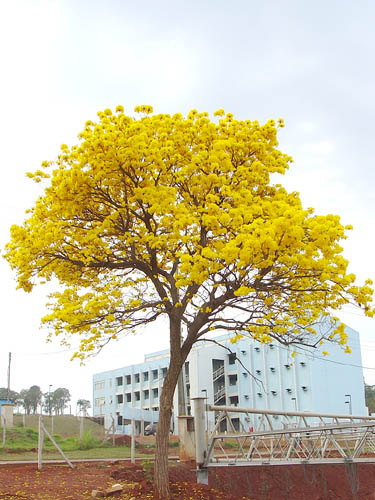
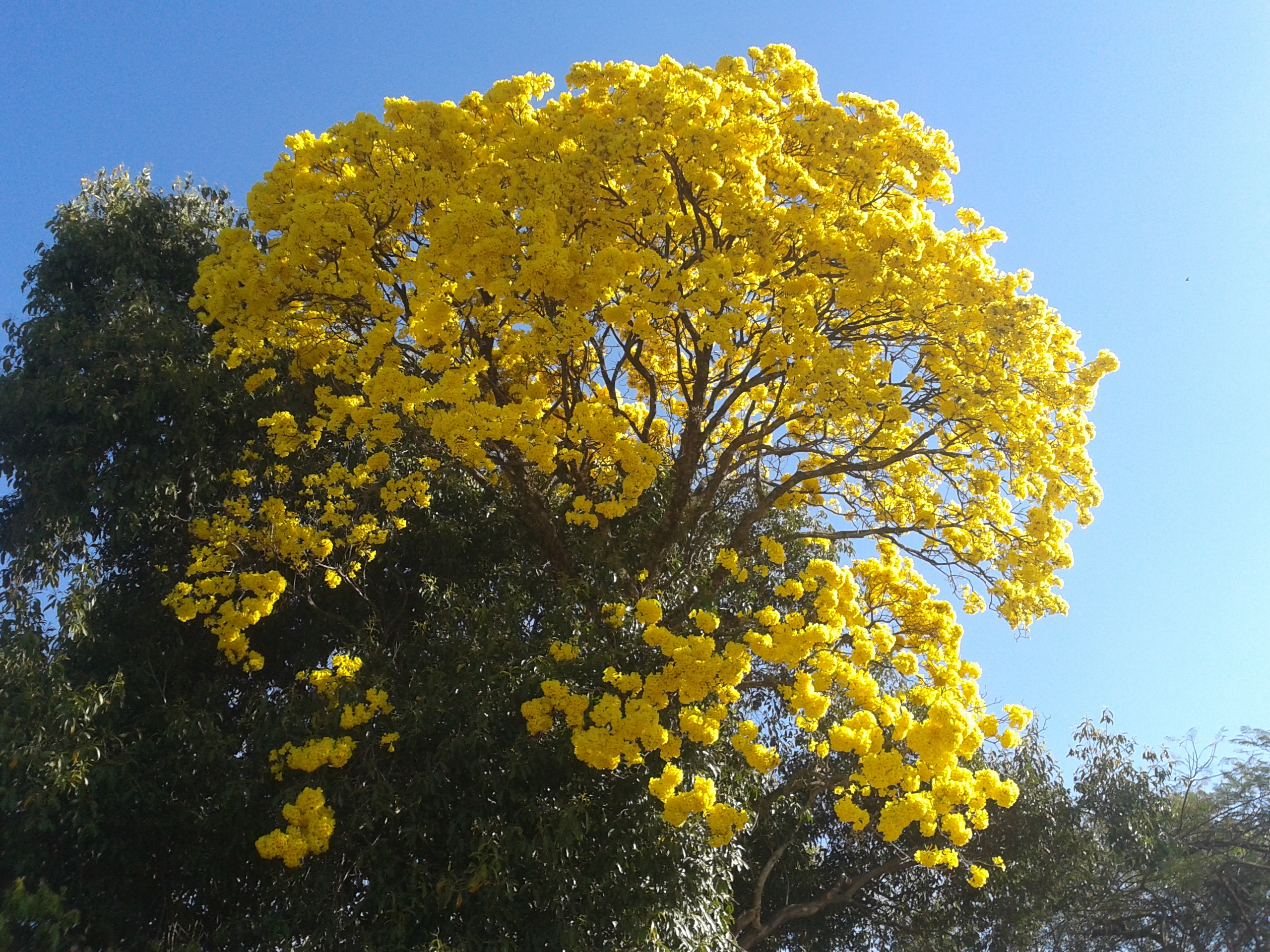
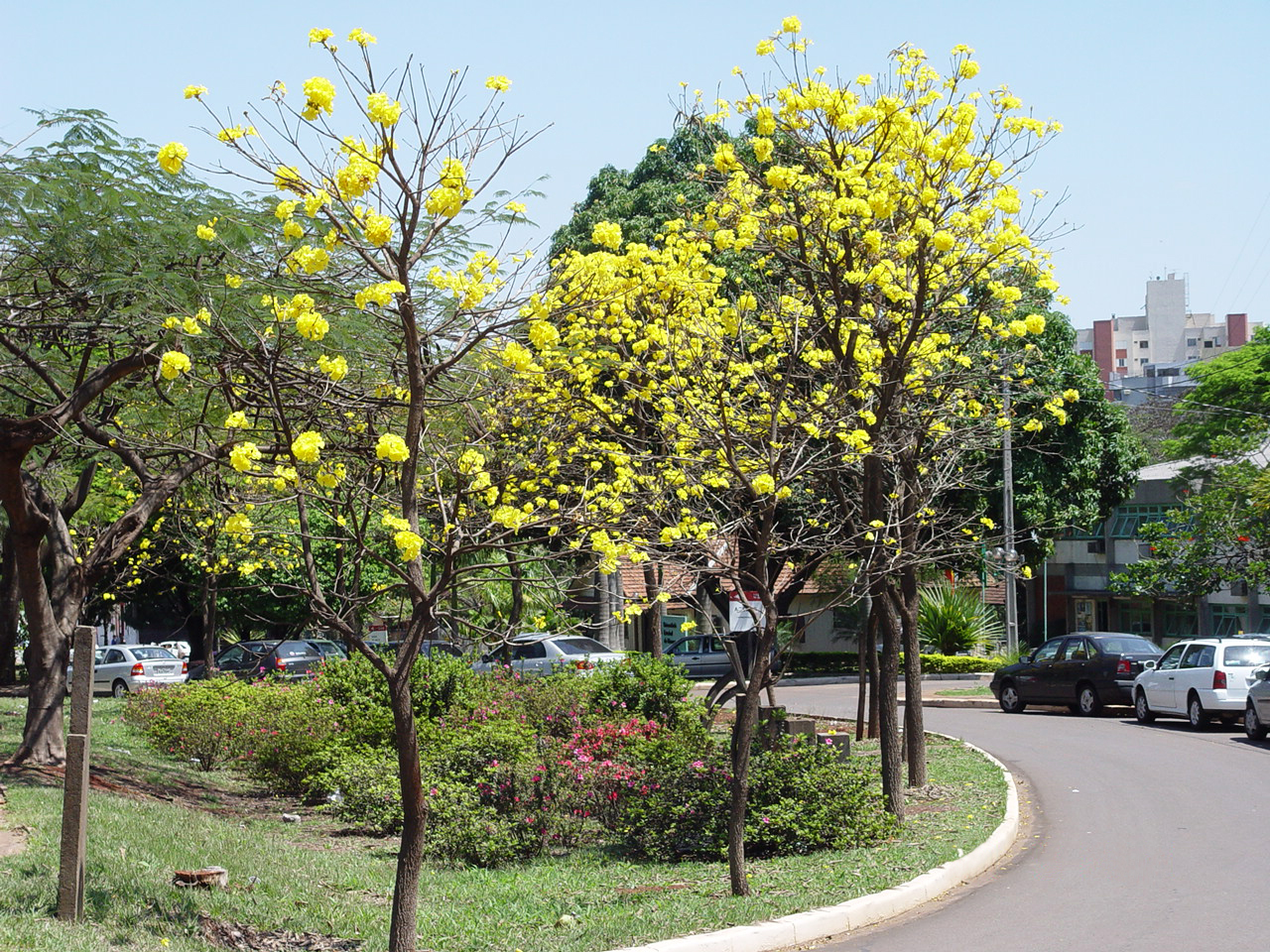